# August Potocki (1806–1867)
August Potocki herbu Pilawa (ur. 17 marca 1806, zm. 30 stycznia 1867) – dyrektor Stada Rządowego koni w Janowie, koniuszy Dworu Cesarskiego, Rzeczywisty Radca Stanu, urzędnik do szczególnych poruczeń przy Namiestniku Królestwa Kongresowego w 1859 roku, kamerjunkier dworu królewskiego Mikołaja I Romanowa w 1830 roku, członek Towarzystwa Rolniczego w Królestwie Polskim w 1858 roku.
Najstarszy syn Aleksandra Stanisława Potockiego z Wilanowa i Anny z Tyszkiewiczów. Wraz z młodszym bratem Maurycym Eustachym Potockim (1812-1879) brał udział w powstaniu listopadowym. Po upadku powstania wyemigrował wraz z bratem do rodzinnych posiadłości w Galicji. August Potocki na emigracji pozostawał do końca lat 30. XIX w., stając się z woli ojca, jeszcze przed powrotem do Królestwa, właścicielem dóbr wilanowskich. Do łask cara wrócił po pobycie na dworze petersburskim i ożenku z frejliną cesarzowej – Aleksandrą Potocką (w 1840 r.), kiedy usunięto go z listy osób, których majątki podlegały konfiskacie. W połowie lat 40. XIX w. wrócił wraz z żoną do Warszawy. Po śmierci ojca (1845 r.) stał się pełnoprawnym właścicielem dóbr Wilanów, dóbr Nieporęt, Kleszew, Osieck, Chrosna, Całowanie i Opatów z dodatkiem rozległych dóbr wniesionych przez jego żonę (np. dobra Teplik). Ogromne dobra miały swe centrum w Wilanowie, gdzie August Potocki rozwinął działalność budowlaną we współpracy z architektem Henrykiem Marconim, który, jeszcze na zlecenie jego ojca – Aleksandra, wykonał znajdujące się na przedpolu pałacu w Wilanowie mauzoleum Stanisława i Aleksandry Potockich. Efektem współpracy z Augustem Potockim jest zaś budynek szpitala pw. św. Aleksandra (ku czci ojca fundatora) (znajdujący się przy granicy terenu pałacowego i dawnej wsi Wilanów) i wreszcie wilanowski kościół parafialny pw. św. Anny (ku czci matki fundatora). Ostatnia budowla została ukończona (po gruntownej przebudowie wcześniejszej świątyni) już po śmierci Augusta Potockiego, który po długotrwałej chorobie, zmarł w 1867 r.
Nie zostawił po sobie testamentu, ani potomków, co wymagało przeprowadzenia działu pozostawionych dóbr między innych jego spadkobierców. Jego żonie Aleksandrze przypadły dobra Wilanów (i ciążące na nim długi), które w jej rękach – jako ostatniej z Potockich, pozostawały do jej śmierci w 1892 r.
Odznaczony francuskim Orderem Legii Honorowej i papieskim Orderem Świętego Grzegorza Wielkiego I klasy.